# Antonio Canova
Antonio Canova (født 1. november 1757 i Possagno, død 13. oktober 1822 i Venedig) var en italiensk skulptør og kunstmaler.
I forbindelse med opførelsen af idrætshuset ved Østerbro Stadion i København 1914 blev der placeret flere skulpturer på stadion. To af disse er lavet af Antonio Canova; motivet er de to græske olympiske mestre i nævekæmp: Kreugas og Demoxenos. 